# 757 TCN
757 TCN là một năm trong lịch La Mã.